# Minna Lachs
Minna Lachs (geboren 10. Juli 1907 in Trembowla in Galizien, Österreich-Ungarn als Minna Schiffmann; gestorben 22. Juni 1993 in Wien) war eine österreichische Pädagogin und Schriftstellerin. Sie überlebte den Holocaust in der Emigration und setzte sich nach ihrer Rückkehr nach Österreich für eine Modernisierung des Schulwesens ein.

## Biografie
Minna Lachs wurde als Minna Schiffmann in einer bürgerlichen, säkularen jüdischen Familie im östlichsten Teil der österreichisch-ungarischen Monarchie geboren. Ihr Vater, Benno Schiffmann, war Vertreter einer großen österreichischen Kohlenfirma in Ostgalizien. Sie hatte zwei Geschwister.
Zu Beginn des Ersten Weltkriegs floh sie mit ihrer Familie nach Wien. Hier besuchte sie das Realgymnasium für Mädchen. Sie war mit der polnischen, ruthenischen und deutschen Sprache aufgewachsen, nun lernte sie Englisch und Französisch. Mithilfe ihres Vaters eignete sie sich das hebräische Alphabet an. Sie trat der sozialistisch-zionistischen Jugendorganisation Haschomer Hazair bei, später einer sozialistischen Studentengruppe, bei der sie ihrem späteren Ehemann, dem Juristen Ernst Lachs, begegnete.
An der Universität Wien studierte sie Germanistik, Romanistik, Psychologie und Pädagogik. Hatte sie als Schülerin Demütigungen von Ostjuden in Österreich erfahren, so erlebte sie als Studentin Antisemitismus. Während ihres Studiums lernte sie die Psychologin Charlotte Bühler kennen, die sie in ihren Kreis aufnahm. Ihre Dissertation von 1931 hat den Titel Die deutsche Ghettogeschichte. Darin stellte sie die ost- der westjüdischen Mentalität gegenüber, und wie sich dies in der deutschsprachigen Prosa niederschlug. Im Mittelpunkt ihrer Untersuchung stehen Karl Emil Franzos und Leopold Kompert. 1933 legte sie die Lehramtsprüfung für Deutsch und Französisch ab. Da Lachs 1932 geheiratet hatte, war ihr auf Grund des unter Dollfuß erlassenen Doppelverdienergesetz vom 15. Dezember 1933 das Unterrichten an öffentlichen Schulen verwehrt. Ihren Beruf übte sie daher an Privatschulen aus und gab Matura-Vorbereitungskurse in ihrer Wohnung. Das Aufkommen des Austrofaschismus brachte sie der sozialistischen Bewegung noch näher. 1934 übernahm sie für die verhaftete Aline Furtmüller die Matura-Klasse an der Schwarzwald-Schule und unterrichtete auch an der Privatschule Universum in der Wiener Garnisongasse. Das Ehepaar hatte Kontakte zum österreichischen Widerstand.
Im Juli 1938 kam der gemeinsame Sohn Thomas zur Welt, zwei Monate später flüchtete die Familie in die Schweiz, wo sie sich längere Zeit in Zürich aufhielt. Hier schrieb Lachs für Zeitungen und verfasste Buchrezensionen, während ihr Mann zunächst in einer Metallfabrik arbeitete, später in der Bibliothek der örtlichen jüdischen Kultusgemeinde, von der die Familie auch finanziell unterstützt wurde. 1942 reisten sie mit dem Emigrantenschiff Navemar von Lissabon nach New York aus. Aufgrund ihrer Sprachkenntnisse fand Lachs Beschäftigungen als Pädagogin und Psychologin an verschiedenen privaten Schulen und Organisationen.
1947 kehrte Lachs „aus dem Glauben an das andere Österreich“ nach Wien zurück. Sie verfasste für den Englischunterricht Lehrbücher und unterrichtete am Gymnasium in der Rahlgasse. Ein großes Anliegen war ihr dabei, das aus der nationalsozialistischen Zeit stammende Unterrichtsmaterial zu verdrängen. Sie entwickelte als neue Unterrichtsmethode, Fremdsprachen mithilfe von Liedern und Versen zu vermitteln. Neben den „dienstlichen“ Veröffentlichungen publizierte sie ihre privaten Erinnerungen und ein von Angelika Kaufmann illustriertes Kinderbuch. Zwischen 1954 und 1972 war Lachs Direktorin am Mädchengymnasium in der Haizingergasse. Geprägt von Weltoffenheit und den Ideen der Aufklärung setzte sie sich seit den 1960er Jahren für eine Modernisierung des Schulwesens ein, förderte die Schülermitbestimmung, organisierte Dichterlesungen und forderte, dass der Englischunterricht schon in der Volksschule beginnen sollte.
Ehrenamtlich arbeitete sie ab 1964 im Fachausschuss für Erziehung der Österreichischen UNESCO-Kommission mit, deren Vizepräsidentin sie von 1970 bis 1983 war. Sie förderte besonders die Friedenserziehung und den internationalen Jugendaustausch.
Ein Abschnitt ihrer Erinnerungen an die antisemitischen Übergriffe rechtsgerichteter Studenten im Wien der 1930er Jahre wurde Teil der kritischen Überarbeitung des Siegfriedskopfs, eines umstrittenen Kriegerdenkmals im Hauptgebäude der Universität Wien.
Ihr Grab befindet sich im Urnenhain der Feuerhalle Simmering. Es zählt zu den ehrenhalber gewidmeten bzw. ehrenhalber in Obhut genommenen Grabstellen der Stadt Wien.

## Werke
- Open Doors to English. Book of songs, poems and stories. Ausgewählt und zusammengestellt von Minna Lachs. 4 Teile, Verlag Jugend & Volk, Wien 1948–1956.
- Anfangsunterricht in der lebenden Fremdsprache. Ein organischer Lehrgang. Verlag Jugend & Volk, Wien 1953
- Was Andy seiner Mutter zum Geburtstag schenkte. Verlag Jugend & Volk, Wien 1970.
- Warum schaust du zurück. Erinnerungen 1907–1941. Europaverlag, Wien 1986.
- Was raschelt da im Bauernhof? Kinderbuch mit Illustrationen von Angelika Kaufmann. Verlag Jugend & Volk, Wien 1987.
- Zwischen zwei Welten. Erinnerungen 1941. Löcker, Wien 1992, ISBN 3-85409-209-1.

## Ehrungen und Gedenken
- Ernennung zur Hofrätin

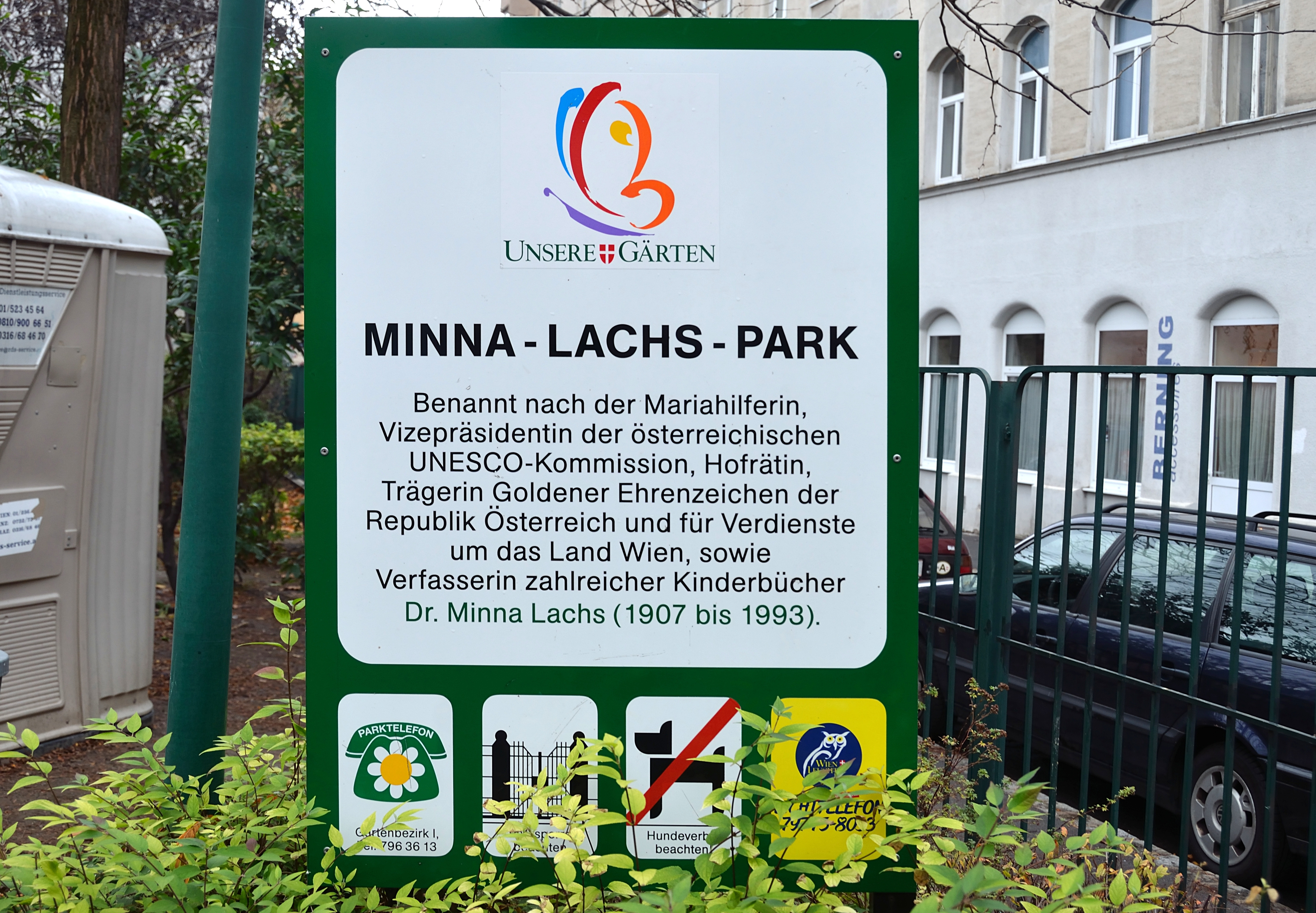
Der Minna-Lachs-Park in Mariahilf

- Benennung des Minna-Lachs-Parks in der Millergasse / Mittelgasse in Wien-Mariahilf[6]
- Urnengrab an der Feuerhalle Simmering; dieses zählt zu den ehrenhalber gewidmeten bzw. ehrenhalber in Obhut genommenen Grabstellen der Stadt Wien[7]
- Goldenes Ehrenzeichen für Verdienste um die Republik Österreich[8]
- Goldenes Ehrenzeichen für Verdienste um das Land Wien
- Medaille des japanischen Unterrichtsministeriums für Verdienste um die Erziehung zur internationalen Verständigung.